# Échangeur de Bois-d'Arcy
L’échangeur de Bois-d'Arcy est un échangeur autoroutier situé sur le territoire de la commune de Montigny-le-Bretonneux, à la limite de Bois-d'Arcy, dans les Yvelines, en région Île-de-France. 

## Axes concernés
Les axes concernés sont :
- A12 : vers Paris-Porte de Saint-Cloud, le Triangle de Rocquencourt vers (A13), Trappes et Rambouillet (prolongée par la RN 10)
- RN 12 : vers Plaisir, Dreux, Paris-Porte de Châtillon, Versailles vers l'A86
- RD 127 (accessible depuis RN 12 ouest) : desserte de Saint-Quentin-en-Yvelines (Montigny-le-Bretonneux, Bois-d'Arcy et Saint-Cyr-l'École)
- RD 129 (accessible depuis A12 nord) : desserte de Saint-Quentin-en-Yvelines (Bois-d'Arcy et Saint-Cyr-l'École)

## Desserte
- Base de plein air et de loisirs de Saint-Quentin-en-Yvelines